# Hägg (Gotlandssläkten)
Hägg är en gammal släkt från Wärsta eller Wædhersta i Häggeby socken i Uppland, vilket redan 1409 ägdes av en Olof Ingemundsson. År 1557 och ännu 1579 ägdes Wärsta av Ingemund, länsman i Håbo härad, och sedermera av borgmästaren i Stockholm Erik Ingemundsson, vilken var bror till Axel Ingemundsson. Axel Ingemundsson hade sonen Ingemund Axelsson, vilken efter födelsesocknen antog namnet Hägg. Han kom 1628 i tjänst på riksfältherren greve Jacob de la Gardies kamrerkontor, blev 1638 befallningsman över riksrådet Åke Totts gods i Finland, arrenderade därefter flera stora egendomar i Uppland och blev 1670 hauptman över Torstensonska grevskapet Ortala. Hans son Lorentz Hägg blev befallningsman på Svartsjö slott och från hans son Axel härstammar Gotlandssläkten.

## Medlemmar av släkten (urval)
Följande personer med namnet Hägg är antingen födda på Gotland eller härstammar enligt sina biografier från sådana personer.
- Axel Herman Hägg
- Carl Hägg
- Ella Hägg-Bolin
- Erik Hägg
- Gustaf Hägg
- Herman Hägg
- Jacob Hägg
- Jacob Adolf Hägg
- Karl Hägg